# Salvador Badia i Andreu
Salvador Badia i Andreu (Torelló, 1847 – Barcelona, 1923) fou un metge català.